# Актау (горы в Мангыстау)
Актау (каз. Ақтау) — горный кряж на полуострове Мангыстау. Состоит из двух хребтов с крутыми склонами: Северный Актау и Южный Актау. Сложен мергелями, верхнемеловыми и неогеновыми известняками. Длина 70 км, ширина 12 км. Высшая точка 332 м. Северные склоны, обращенные к Каратау, отвесные. Южные склоны (8—12°), близ хребта Северного Актау, постепенно выравниваясь, переходят в равнины Мангыстауского плато. Северный Актау по сравнению с Южным Актау более компактный, расчленен саями и оврагами, весной заполняющимися временными водотоками. У подножий Северного Актау выходят слабо минерализованные родники.